# 松岡秀夫
松岡 秀夫（まつおか ひでお、1898年〈明治31年〉3月7日 - 1944年〈昭和19年〉9月4日）は、日本の実業家、政治家。衆議院議員、星河村長、忍町長。

## 経歴
埼玉県北埼玉郡星河村（現行田市）で、醤油醸造業・松岡三五郎の長男として生まれる。1915年、埼玉県立熊谷中学校(現在の埼玉県立熊谷高等学校)。1920年、東京帝国大学農学部農学実科を卒業した。1923年から1931年まで忍高等女学校で理科・実業科嘱託教師を務めた。
また、星河村農会長、蚕業組合長、忍貯蓄銀行取締役頭取、忍商業銀行（現・りそな銀行・埼玉りそな銀行）取締役頭取、星河村会議員、同村長、忍町会議員、同議長、同町長、埼玉県会議員、帝国在郷軍人会北埼玉郡連合分会長などを歴任。日中戦争に出征し、陸軍歩兵中尉に昇進した。
1942年4月、第21回衆議院議員総選挙で翼賛政治体制協議会の推薦を受け埼玉県第三区から出馬して当選し翼賛政治会に参加。大政翼賛会埼玉県参与、翼賛政治会政調文部委員、同大蔵兼務委員を務めた。臨時召集を受け1943年12月4日に議員を退職した。太平洋戦争に出征し、1944年、ビルマで戦死した。